# The Archive Undying
The Archive Undying es una novela de ciencia ficción escrita en 2023 por Emma Mieko Candon. Es la primera novela de un trabajo planteado como duología y titulado The Downworld Sequence.

## Trama

### Premisa
Muchas ciudades-estado estuvieron gobernadas en otro tiempo por inteligencias artificiales. Las IA eran tratadas como dioses; los archivistas humanos servían como sus sacerdotes. A lo largo de los siglos, muchas IA se corrompieron y murieron.
The Harbor, un grupo de ciudades-estado dirigidas por humanos, crea MOTORES construidos a partir de piezas de IA muertas. Un MOTOR es un robot que requiere tanto un archivo como una reliquia para pilotarlo. Las reliquias son humanos que interactúan con una IA en el momento de su corrupción. Un archivo es una copia de los recuerdos de una IA; sin embargo, un archivo no es consciente y no tiene coherencia propia, por lo que requiere una reliquia humana que lo dirija.

### Resumen de la trama
Iterate Fractal es una IA y dios de la ciudad-estado de Khuon Mo. Está corrompido y destruye la ciudad. Sunai es un archivista que se convierte en una reliquia cuando Iterate Fractal muere. Descubre que, después de su resurrección, no puede envejecer ni ser asesinado. Después de la muerte de Iterate Fractal, el Puerto no puede tomar el control total de Khuon Mo. Comparten la ciudad con la magnate de negocios Madam Wei y su Compañía Ginger.
Diecisiete años después, Sunai trabaja como rescatador. Con frecuencia se entrega al alcohol, las drogas y el sexo casual mientras se esconde del Puerto. Es contratado para unirse a la tripulación de la plataforma de salvamento “Third Scrap”. Sunai tiene sexo con Veyadi Lut, el dueño de la plataforma. Veyadi es uno de los antiguos archivistas de Iterate Fractal; Sunai teme que esta indiscreción exponga su identidad.
Sunai, Veyadi y su tripulación exploran las ruinas de Chom Dan, donde Veyadi trabajó como archivista después de la muerte de Iterate Fractal. Cerca de allí, descubren un santuario que alberga una IA desconocida. Cuando Sunai intenta interactuar con la IA, esta se integra en la mente de Sunai y se convierte en su pasajero.
Sunai se reúne con Imaru, un ex socio comercial y amigo, quien lo aconseja sobre un posible trabajo en Khuon Mo. El Puerto finalmente encontró una forma de crear un MOTOR a partir de los restos de Iterate Fractal. Imaru quiere matar el MOTOR. Sunai y Veyadi se unen al proyecto de Imaru, “Never Once”, que cuenta con el respaldo de Madam Wei. Wei planea matar las reliquias de Iterate Fractal cuando sean descubiertas, con el fin de evitar que el Puerto opere el MOTOR y obtenga el control de la ciudad.
El grupo se enfrenta al MOTOR de Iterate Fractal. El MOTOR también es conocido como las Fauces, ya que tiende a matar a sus reliquias por accidente. Fauces intenta asimilar a Sunai, pero falla y huye. El grupo llega a Khuon Mo. Conocen a Ruhi, una de las antiguas amantes de Sunai y un enlace para el Puerto. Sunai se entera de que Veyadi también es una reliquia de Iterate Fractal. Son las dos únicas reliquias supervivientes que pueden hacer funcionar las Fauces. Sunai se da cuenta de que no hay ninguna reliquia que controle las Fauces, lo que significa que es prácticamente una IA independiente (el Puerto ha mantenido este hecho en secreto, ya que va en contra de sus declaradas creencias anti-IA).
Imaru ayuda a las Fauces a fusionarse con Sunai, expulsa al pasajero del cerebro de Sunai y lo lleva hacia Veyadi. El pasajero revela que es la causa de toda la ccorrupción de la IA; fue creado por la propia IA como un control contra su poder. Ruhi ha estado trabajando con el pasajero; ataca la ciudad e intenta destruir los archivos restantes de Iterate Fractal. Veyadi y Sunai luchan contra Ruhi; Sunai le muerde la garganta y lo mata.
Sunai y Veyadi tejen al pasajero dentro del cadáver de Ruhi, aprisionándolo. Ambos están unidos a las Fauces, dos reliquias que comparten un MOTOR pero que conservan la mayor parte de su individualidad. Esperan mantener a Khuon Mo a salvo mientras el Puerto y las ciudades-estado de IA restantes compiten por el control.

## Estilo
Según una reseña de Kirkus, la historia contiene interludios narrados por dos IA diferentes, una de las cuales supuestamente está muerta. Estos interludios están narrados en segunda persona. Además, "no siempre es posible saber quién está narrando o experimentando los distintos momentos de la historia, ya que las conciencias se fusionan y sólo se separan de manera incompleta".

## Trasfondo
En una entrevista publicada por LitHub, Candon escribió que el Puerto estaba inspirado en la historia japonesa y en sus experiencias como japonesa-estadounidense de cuarta generación residente en Hawái. Según Candon, el imperio japonés cometió "brutalidades increíbles contra China, contra Filipinas, en Indonesia, a lo largo de toda la costa del este asiático y hasta el sudeste asiático". Al mismo tiempo, la población japonesa quedó traumatizada por el lanzamiento de dos bombas atómicas sobre su población. De esta manera, Candon afirma que "[Japón] sufrió, pero también es responsable en cierto sentido cultural de llevar la historia de las brutalidades que infligió a la gente". Candon escribe que el género mecha también está ligado al trauma de la Segunda Guerra Mundial. En la novela, afirma que "el Puerto y su ciudad-estado original, y todo el idioma que utiliza, son muy similares al japonés". Además, el Puerto es "este grupo de personas, después de sufrir uno de estos eventos de corrupción donde su IA muere de una manera terrible, deciden que nunca más podemos confiar en estas entidades".

## Recepción
Publishers Weekly calificó el escenario de la novela como "un mundo fascinante, aunque a veces desorientador, de dioses de IA, ermitaños disolutos y fantásticas construcciones biotecnológicas". La reseña elogió el "hilo emocional del trauma, la culpa y el dolor", aunque señaló que el "estilo elaborado, a menudo evasivo" podría resultar confuso para algunos lectores. Molly Templetone de Tor.com calificó la novela de "inmersiva y gloriosa", elogiando especialmente la complejidad del papel de Sunai como protagonista. Templeton también escribió que "el mundo está tan densamente imaginado, tan increíblemente, y arrastra al lector tan rápidamente, que a veces puede parecer que The Archive Undying es el segundo libro de una serie que se saltó el primero". A pesar de esta crítica, la reseña concluye llamando a The Archive Undying "transformador, exuberante y vertiginoso... un comienzo auspicioso para una serie intrigante".
Una reseña de Kirkus calificó la novela de "intrigante pero difícil de seguir". La reseña afirmó que los lectores podrían desear más explicaciones, y también escribió que "se plantea algún punto importante sobre la naturaleza de la sensibilidad, pero no está 100% claro cuál es ese punto". Escribiendo para el New York Times, la autora Amal El-Mothar afirmó que "una inteligencia innegablemente ávida y segura anima la historia". Sin embargo, El-Mohtar calificó la ejecución de "sensata y oblicua", afirmando que "las peleas de robots gigantes son indiscutiblemente geniales, pero es difícil involucrarse en ellas cuando no sabes por qué están peleando o qué pasará si ganan o pierden".